# 1742

## أحداث
- تأسيس مدينة باميوت وتقع حاليا في جرينلاند.
- نهاية الحرب السيليزية الأولى في 1742 والتي بدأت في 1740.

## مواليد
- كارل فيلهلم شيلي
- ناثان براونسون
- توماس جفرسون الرئيس الثالث للولايات المتحدة الأمريكية بالفترة من 1801 حتى 1809.

## وفيات
- إدموند هالي
- ريتشارد بنتلي